# La mejor época del año
The most wonderful time of the year (en español La mejor época del año) es una película estadounidense de 2008. Dirigida por Michael Scott y protagonizada por Brooke Burns, Warren Christie y Henry Winkler. 

## Argumento
Jen (Brooke Burns) es una ejecutiva y madre soltera de un niño de 8 años, Brian. La visita más esperada estas Navidades es su pedante novio, Richard, un joyero prepotente y estirado. Pero también se hará notar la presencia de su tío Ralph (Henry Winkler), un policía retirado que la ha cuidado desde pequeña. Cuando llega al aeropuerto, Ralph se hace amigo de Morgan Derby (Warren Christie), un chef que se pasa la vida viajando hasta llegar a Denver, donde abrirá un restaurante. Sin embargo, cuando su vuelo se cancela debido al mal tiempo, Ralph le invita a pasar una noche en casa de Jen, en Nueva York. En seguida Morgan congenia con el hijo de Jen, no así con ella. Pero Morgan coloca las luces en casa de Jen, se enfrenta a su quisquillosa vecina, se cae del tejado intentando que Brian crea que existe Santa Claus, consigue el regalo para su hijo que el vendedor no quería darle y la enseña a cocinar el pavo de Navidad, etc. En Nochebuena, Richard se le declara a Jen en una fiesta organizada por sus padres, delante de gente del trabajo, desconocidos para ella, y cuando regresan a casa de Jen, Richard le pide a Morgan que se vaya. Éste le deja una carta de agradecimiento y despedida a Jen, pero Richard se la confisca. Al día siguiente, en Navidad, Brian encuentra la moto de juguete que quería, pero lo que nadie encuentra, es a Morgan. Cuando Richard llega con sus padres para comer en Navidad, le dice a Brian que busque su regalo en la chaqueta, y al buscarlo, en vez de encontrar el cheque de regalo encuentra la carta de despedida de Morgan, quien se quedó durmiendo en el aeropuerto. Al descubrirla, Jen rompe el compromiso con Richard y le echa de su casa, para irse al aeropuerto a buscar a Morgan. ¿Le encontrará? ¿Regresará? ¿Se quedará? ¿Será Navidad la mejor época del año?

## Reparto
- Brooke Burns - Jennifer "Jen" Cullen
- Henry Winkler - Ralph
- Warren Christie - Morgan Derby
- Connor Christopher Levins - Brian Cullen
- Woody Jeffreys - Richard Windom
- Serge Houde - Stephen Windom
- Rebecca Toolan - Winnie Windom